# Damiano
Damiano ist als italienische Form von Damian ein italienischer männlicher Vorname und Familienname. Von Damiano abgeleitet ist außerdem der Familienname Damiani.

## Namensträger

### Vorname
- Damiano Caruso (* 1987), italienischer Straßenradrennfahrer
- Damiano Ciaccio (* 1989), Schweizer Eishockeyspieler
- Damiano Cunego (* 1981), italienischer Radrennfahrer
- Damiano Damiani (1922–2013), italienischer Filmregisseur und Drehbuchautor
- Damiano David (* 1999), italienischer Singer-Songwriter
- Damiano Giulio Guzzetti MCCJ (* 1959), italienischer Bischof von Moroto
- Damiano Lugon (* 1956), italienischer Naturbahnrodler
- Damiano Michieletto (* 1975), italienischer Theater- und Opernregisseur
- Damiano de Odemira († um 1544), portugiesischer Schachspieler des 16. Jahrhunderts
- Damiano Quintieri (* 1990), italienischer Fußballspieler
- Damiano Tommasi (* 1974), italienischer Fußballspieler und -funktionär sowie Politiker
- Damiano Valgolio (* 1981), deutscher Rechtsanwalt und Politiker
- Damiano Vannucci (* 1977), san-marinesischer Fußballspieler
- Damiano Zenoni (* 1977), italienischer Fußballspieler

### Familienname
- Alessandro Damiano (* 1960), italienischer Geistlicher, Erzbischof von Agrigent
- Angelo Damiano (* 1938), italienischer Bahnradsportler
- Celestine Joseph Damiano (1911–1967), US-amerikanischer Geistlicher der römisch-katholischen Kirche
- Cesare Damiano (* 1948), italienischer Politiker
- Daniele Damiano (* 1961), italienischer Fagottist
- Gerard Damiano (1928–2008), US-amerikanischer Pornofilmregisseur
- Gilberto Damiano (* 1976), brasilianischer Fußballtrainer
- Lucio Damiano (* 1965), italienischer Mathematiker und Astrophysiker
- Pietro Damiano († 1496), italienischer Geistlicher